# Cronologia pandemiei de COVID-19 din 2019-2020
Acest articol este menit să enumere toate paginile legate de cronologia și epidemiologia pandemiei internaționale de SARS-CoV-2, virusul responsabil de pandemia de coronaviroză din 2019-2020, originar din Wuhan, China. 

## Cronologie (după lună)
- Cronologia pandemiei de COVID-19 în noiembrie 2019 - ianuarie 2020;